# Öland
För andra betydelser, se Öland (olika betydelser).
Öland är  Sveriges näst största ö och minsta landskap. Öland är beläget i Östersjön öster om Småland från vilket det skiljs genom Kalmarsund. Ön är sedan 1972 förbunden med fastlandet genom Ölandsbron, som är Sveriges längsta bro räknat till brodelar som ligger inom rikets gränser.
Södra Öland domineras av den stäppartade och trädlösa cirka tio kilometer breda slätten Stora alvaret. Den ingår sedan millennieskiftet i världsarvet Södra Ölands odlingslandskap.

## Namnet
Namnet Öland, (benämnt de Ølandia år 1268), är inte entydigt. Det kan vara det fornsvenska ordet øland 'ö', eller också kan det vara en sammansättning av ö och land. Efterledens land kan då betyda 'land, landskap'.

## Historia

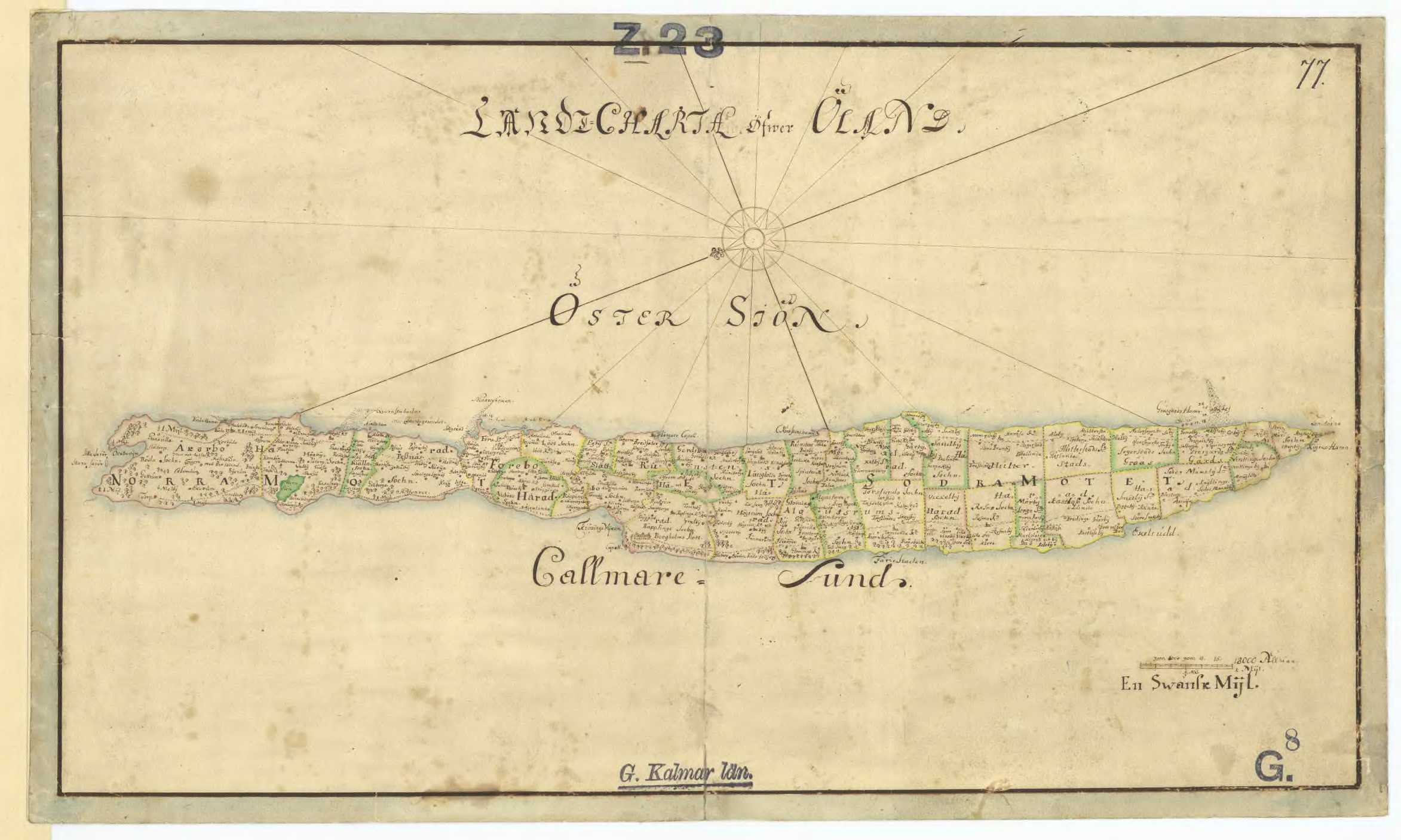
Äldre karta över Öland.

### Äldre tid
Öland har, efter svenska förhållanden, geologiskt sett en mycket ung berggrund. Ön består av kalksten och är geologiskt olikt det småländska landskapet. Flera forntidsminnen finns på ön som järnåldersborgar och funna guldringar. 
Ursprungligen fanns den viktigaste bebyggelsen längs öns östra kust, dock med Köping på västra sidan som viktigaste handelsplats under tidig medeltid. Ölänningarna blev senare förbjudna att bedriva egen handel; all handel skulle gå genom Kalmar. Senare kom hamnarna och den mesta av bebyggelsen finns på västra sidan av ön bland annat för att ge ett mer skyddat läge och kontakter med fastlandet över Kalmarsund.
Öland utgjorde intill 1631 en egen lagsaga, Ölands lagsaga, där dock östgötalagen tillämpades före landslagens tillkomst och ölandslagmannens beslut kunde överklagas hos östgötalagmannen. Efter 1631 ingick Öland i lagsagan Kalmar läns och Ölands lagsaga strax innan att Öland kom att ingå i Kalmar län från 1634. 
Från 1569 till 1801 var hela Öland inrättat som så kallad kunglig djurgårdsinrättning, det vill säga en kunglig jaktpark där allt villebråd skulle tillhöra kungen.  Detta betydde att bönderna i praktiken blev livegna (kronobönder) och att rätten till jakt starkt begränsades, bland annat förbjöds befolkningen att ha jakthundar under perioder. På södra delen av ön byggdes Karl X Gustavs mur år 1653. Syftet var att skapa ett enormt vilthägn för att förhindra att det kungliga viltet smet ut. Allmogen tvingades uppföra muren gratis under olika former av dagsverken. Under djurgårdsinrättningens tid var ölänningarna även förbjudna att hugga ved eller ta virke ur sina skogar eftersom alla växande träd skulle tillhöra kronan. Ottenby kungsgård på öns södra udde är därmed det område som längst i världen oavbrutet fungerat som jaktområde för en regerande monark. En annan rest från djurgårdsinrättningen är Böda kronopark längst uppe i norr där svenska staten behållit skogsbruket. Ett uppror i Böda mot den svenska överheten 1850 slogs ned med våld av tillkallad militär.

### Nyare tid
Skogen avverkades (byggmaterial, bränsle, ved till kalkbränning, etcetera) i stor omfattning under 1700-talet så mot slutet av 1800-talet gjordes stora planteringsinsatser för att binda upp jorden, samtidigt som avverkningen avtog. Öland består till stora delar av karg alvarmark, men området närmast Kalmarsund från Färjestaden till Grönhögen på sydvästra Öland som kallas Mörbylångadalen räknas till de bördigaste odlingsområdena i Sverige. För områden med svagare jordar var det fiske och boskap som höll folket vid liv.
Staden Borgholms anläggande efter kungligt beslut 1816 blev ett uppsving för öländsk handel och sjöfart.
När potatisen slog igenom och statusen som kronoö upphörde (och därmed det mesta av kronans pålagor) på 1840-talet  ökade befolkningen från drygt 10 000 till drygt 40 000 fram till 1870-talet. Men missväxt och potatisröta blev start på en emigration och befolkningen minskade mellan 1870 och 1970 till drygt 20 000 invånare. 
Öland fick järnväg med början på norra delen 1906 och från 1910 kunde man färdas med smalspårig järnväg från Ottenby i söder till Böda i norr, en sträcka på 151 kilometer. Ölands järnväg köptes av Statens Järnvägar 1947 och från 1948 kunde tågvagnar transporteras med färja från Färjestaden till Kalmar. Järnvägen lades ner 1961, och i dag finns endast en museijärnväg, som tidigare var skogjärnväg för att transportera timmer i Böda kronopark på nordligaste Öland.
När Ölandsbron mellan Kalmar och Öland invigdes 1972 upphörde färjetrafiken mellan Färjestaden på Öland och Kalmar och även mellan Stora Rör (där sundet är som smalast) och Revsudden på fastlandssidan. Därefter har Färjestadens samhälle och andra orter nära brofästet vuxit och Färjestaden har gått om centralorten Borgholm i folkmängd. En stor del av Färjestadens befolkning arbetspendlar till Kalmar.
Väderkvarnen är idag något av en symbol för Öland. I mitten på 1800-talet fanns ca 2000 väderkvarnar på ön. De utkonkurrerades från sekelskiftet av Kalmar ångkvarn. Genom kulturhistorikern Bertil Palms insats har de i stor utsträckning bevarats. Idag finns 355 kvarnar på Öland. Av dem är 2/3 privatägda och 1/3 ägda av hembygdsföreningar eller särskilda kvarnägarföreningar.
Under 1900-talet var sockerbetor en vanlig gröda, men sedan sockerbruket lades ner 1991 minskade betodlingen. Odling av jordgubbar, potatis, gurkor är vanligt. Största delen svenskodlad gul lök produceras på södra Öland och samtliga bruna bönor. Jordbruket på Öland producerar också stora mängder mjölk och är Sveriges i särklass mjölktätaste område. 

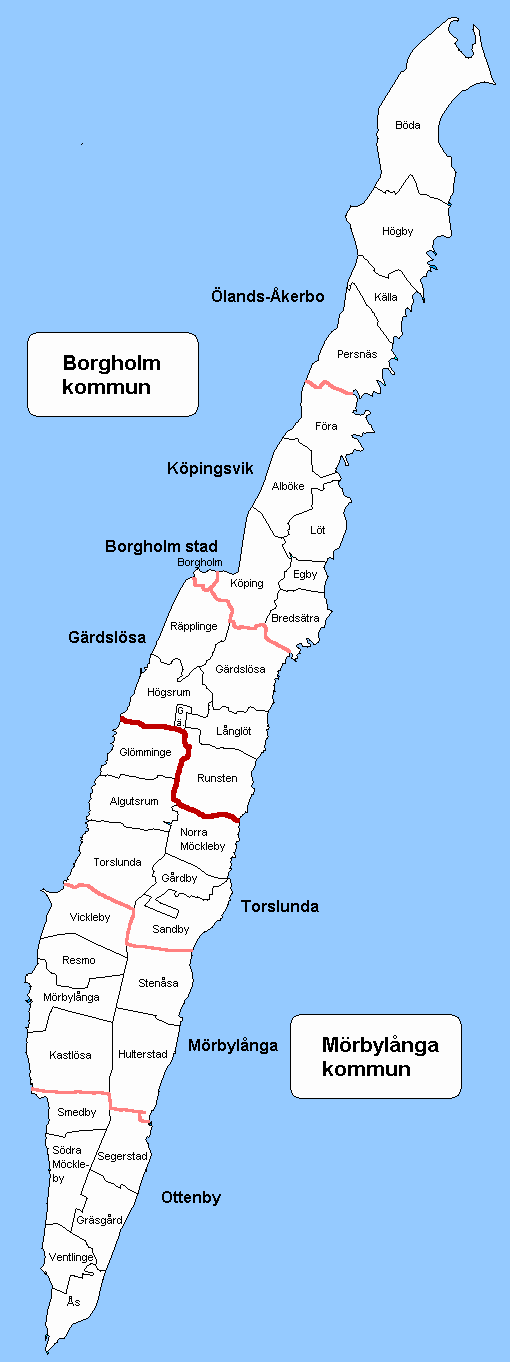
Socknar på Öland. Socknars namn är skrivna i minst storlek, något större är kommunernas som fanns före 1970-talet och allra störst skrivet är namnet på dagens kommuner.

## Indelningar

### Län och stift
Länet ingick före Vasatiden i Kalmar slottslän. Från 1534 fanns sedan Borgholms län vars omfattning varierade över tiden, men främst avsåg norra delen av ön.
Landskapet har sedan 1634 varit en del av Kalmar län, men bildade mellan 1819 och 1826 ett eget län, Ölands län. Församlingarna inom Svenska kyrkan ingick från 1604 till 1915 i Kalmar stift, tidigare tillhörde området Linköpings stift och sedan 1915 ingår det i Växjö stift.

### Härader och stad
- Algutsrums härad
- Gräsgårds härad
- Möckleby härad
- Runstens härad
- Slättbo härad
- Åkerbo härad

dessutom fanns tidigt:
- Förbo härad före 1690-talet
- Hulterstads härad före omkring 1720

Borgholms stad från 1816 inrättades som stadskommun när 1862 års kommunalförordningar trädde i kraft men fick aldrig en från häradet separat jurisdiktion.
Ön delades fram till 1600-talet upp två mot: Norra motet, dvs. Åkerbo, Förbo/Föra, Slättbo, Runstens härader) och Södra motet, dvs Algutsrums, Möckleby, Hulterstads, Gräsgårds härader)
Gränsen mellan de gamla moten sammanfaller nu med gränsen mellan öns båda kommuner.

### Socknar, fögderier, domsagor, tingslag och tingsrätter
Se respektive härad.

### Kommuner från 1952 till 1970
Städer (1 st):
| - Borgholms stad |

Landskommuner (6 st):
| - Gärdslösa landskommun - Mörbylånga landskommun - Köpingsviks landskommun | - Ottenby landskommun - Torslunda landskommun - Ölands-Åkerbo landskommun |

### Kommuner från 1971
- Borgholms kommun
- Mörbylånga kommun

I samband med valet till Europaparlamentet den 7 juni 2009 genomfördes en lokal folkomröstning om ett förslag till sammanläggning av öns båda kommuner till en Ölands kommun. Resultatet blev att nej-sidan segrade med 56% mot ja-sidans 41,1%. Motståndet mot en gemensam kommun var starkare på södra Öland (Mörbylånga kommun) än på norra delen av ön (Borgholms kommun).
I samband med valet till Europaparlamentet den 26 maj 2019 genomfördes en ny lokal folkomröstning om ett förslag till sammanläggning av öns båda kommuner till en Ölands kommun. Resultatet blev att nej-sidan segrade med 55% mot ja-sidans 42%.

## Geografi

### Dimensioner
Öland är 135 kilometer långt och mellan 6 och 15 kilometer brett. Den högsta naturliga punkten är Höghäll, 55 meter över havet, mellan Färjestaden och Borgholm. Ett par meter högre (57,4 meter över havet) ligger toppen på det anlagda röset vid Galgbacken vid Rösslösa, 5 kilometer sydöst om Mörbylånga.

### Natur
Berggrunden på Öland är till största delen uppbyggd av kalksten som avlagrades under ordovicium. Denna kalksten är flitigt använd som byggnadssten i hela landet. På de västra delarna av ön finns det avlagringar ifrån kambrium, främst genom så kallad alunskiffer. Det är den kalkrika berggrunden som har gett upphov till den rika flora av bland annat orkidéer som finns på ön.

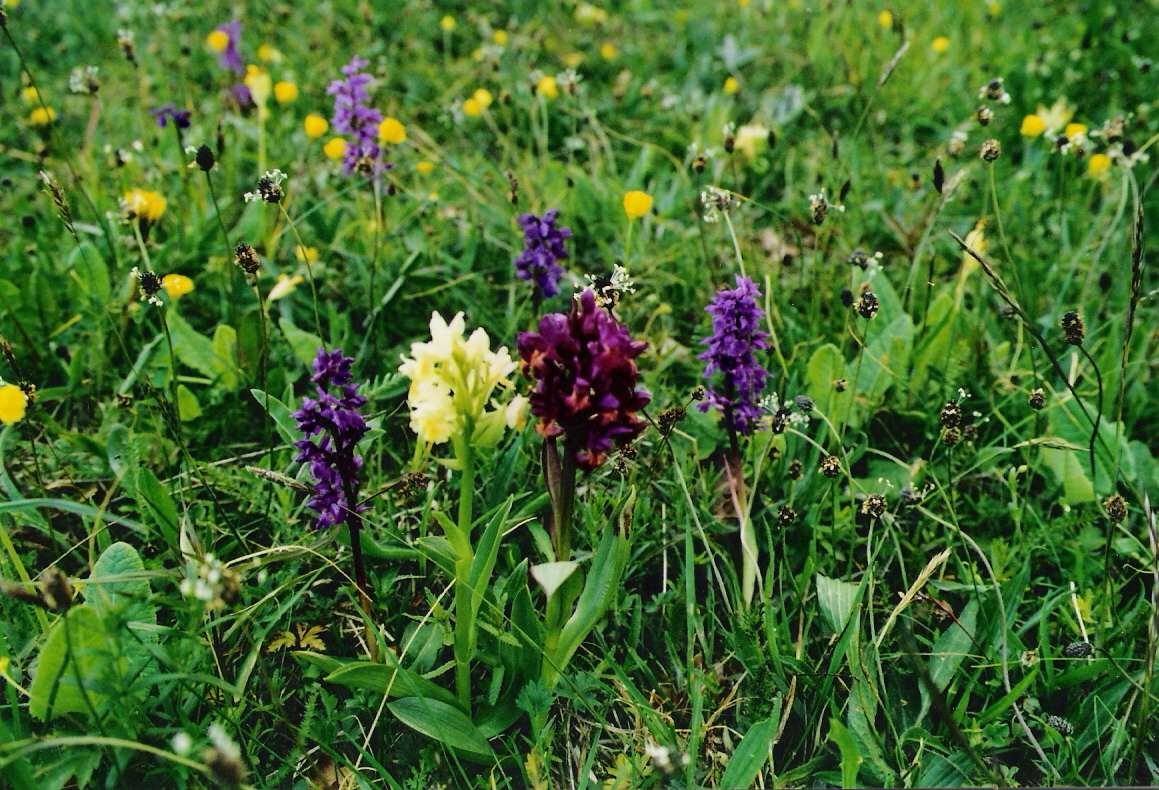
Orkidéer (i mitten två Adam och Eva, en gul och en mörkröd, omgivna av violetta Sankt Pers nycklar) på Södra Gredas ängar på Öland.
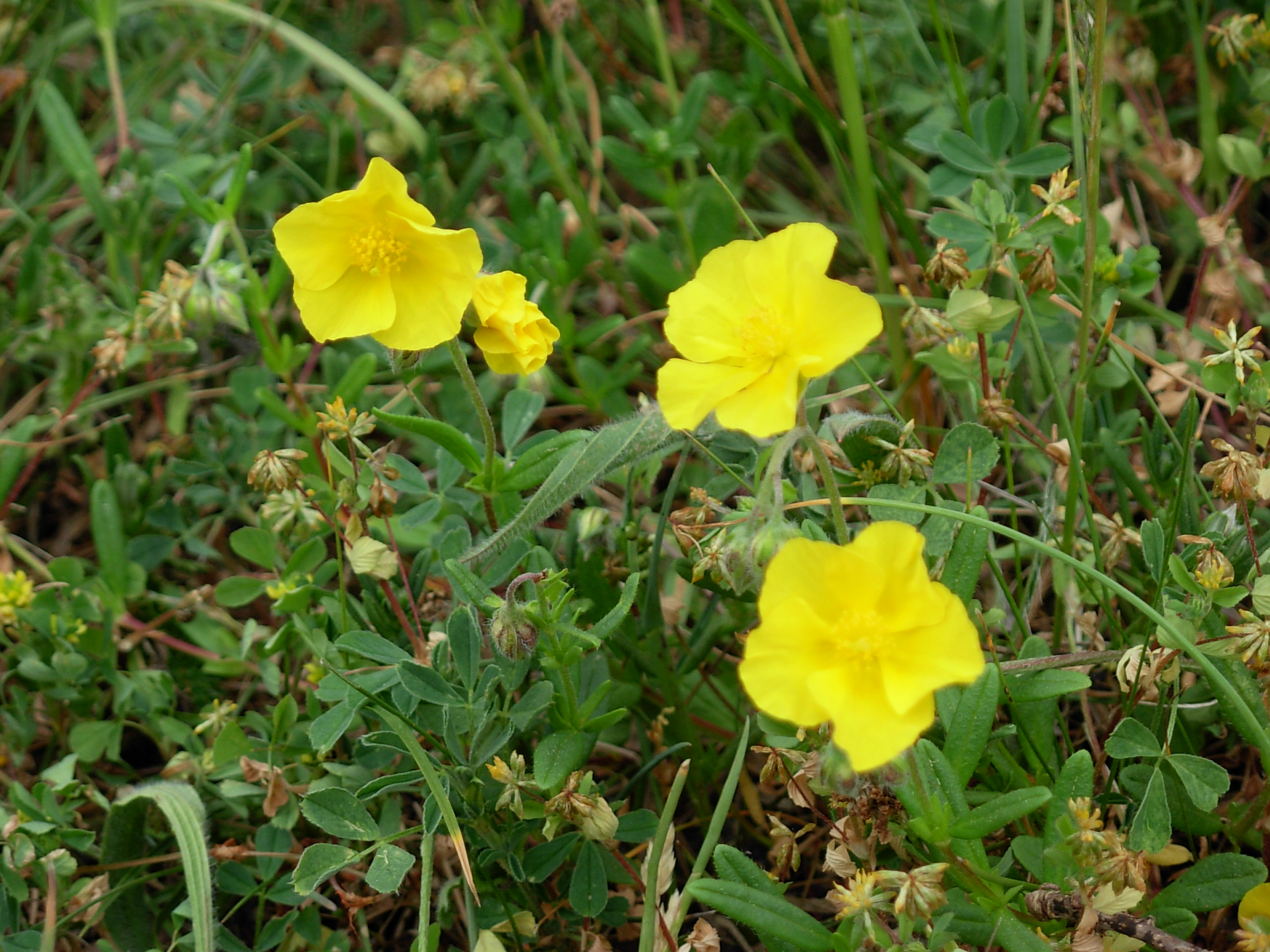
Ljus solvända nära Gråborg, Öland.
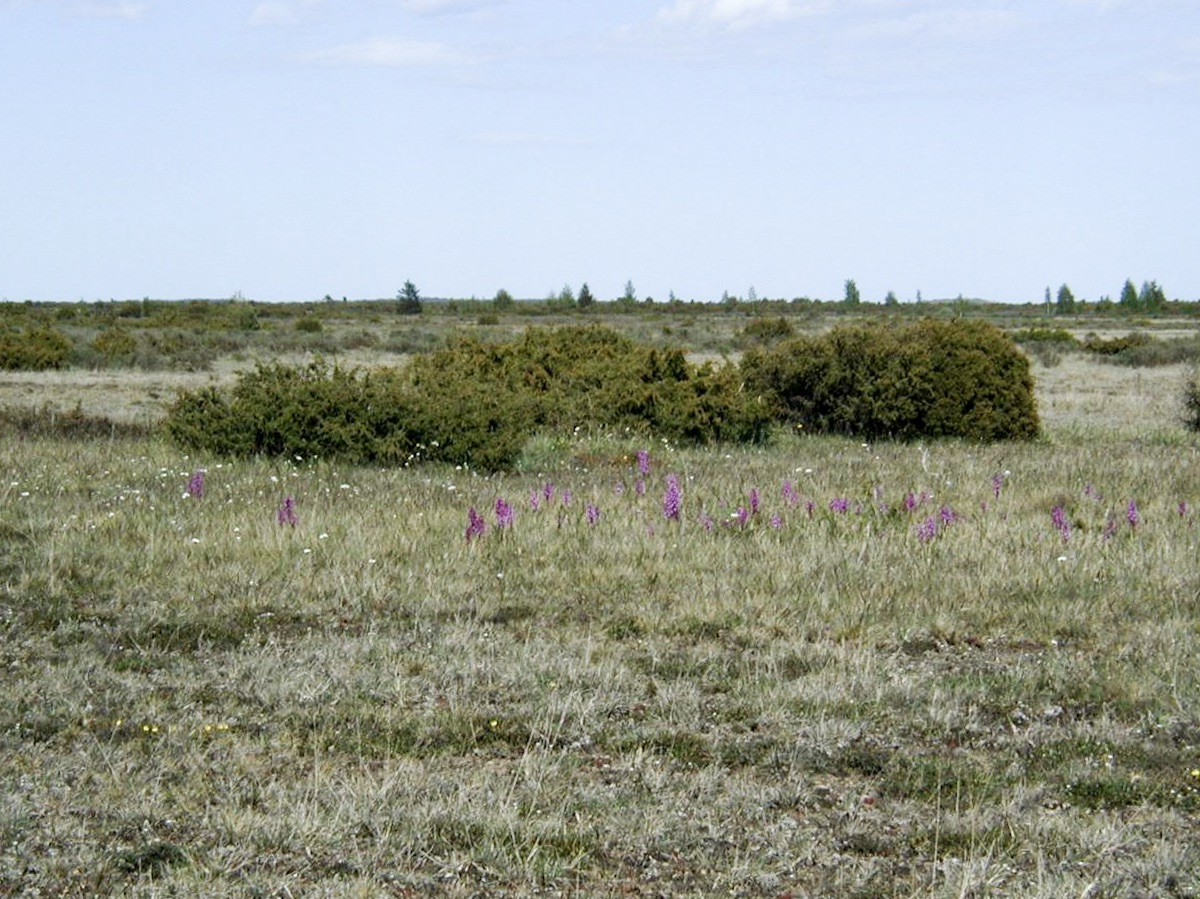
Stora alvaret.
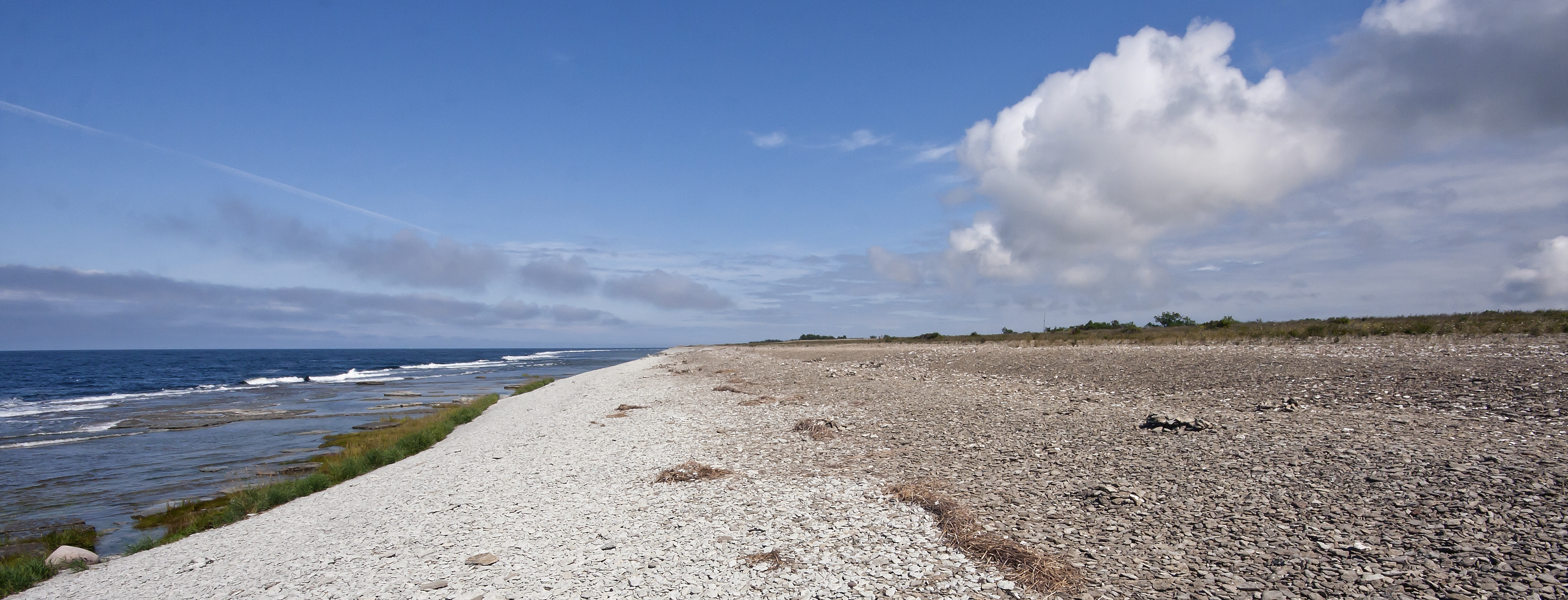
Neptuni åkrar, ett klapperstensfält på norra Öland.

Öland är känt för sina alvarmarker som i huvudsak finns på öns södra halva. Alvarmarkerna är en i världen ovanlig naturtyp. Stora alvaret är som del av Södra Ölands odlingslandskap med på Unescos lista över världsarv sedan år 2000, och är ovanligt stor. 
Från Räpplinge och Lindby i norr ner till Lenstad vid Stora alvaret i söder sträcker sig ett bälte av lövskog, till stor del ädellövskog, kallat Mittlandsskogen som är det största sammanhängande ädellövskogsområdet i norra Europa. Längst i norr domineras landskapet av barrskog, huvudsakligen i den redan nämnda Böda Kronopark. Strandängarna längs öns östra sida har ett rikt fågelliv.

### Tätorter på Öland
| - Algutsrum - Borgholm - Böda - Degerhamn - Färjestaden | - Glömminge och Strandskogen - Gårdby - Kastlösa - Löttorp - Mörbylånga | - Rälla - Skogsby - Stora Frö och Haga Park - Vickleby |

## Kultur och sevärdheter
Varje år sedan 1980 utses Årets ölänning som sedan får emotta priset ur konungens hand.
Ett stort antal fornminnen finns på Öland, till exempel hundratals boplatser från stenåldern (bland annat vid Ottenby kungsgård), järnåldersgravfält exempelvis vid Skäftekärr i Bödaskogen, runstenar som härstammar från vikingatiden och Borgs medeltida kyrka vid Borgholms slottsruin. 1959 invigdes Himmelsberga friluftsmuseum, idag Ölands museum i Långlöt som består av två kringbyggda gårdar i en ålderdomlig dubbel radby och har utvecklats till ett lokalt kulturcentrum. Kungafamiljens sommarvilla Solliden, som stod färdigt 1906, är också ett populärt besöksmål.
I Böda finns en stor dansanläggning för bland annat square dance som drar till sig dansare från hela världen. Flest besökare under de veckolånga danskurserna kommer från Sverige, Danmark, Tyskland, England, men även från Amerika, Japan och många andra länder.
Södra delen av Öland – i stort sett hela Mörbylånga kommun (förutom de nordligaste socknarna Torslunda, Glömminge, Algutsrum och Norra Möckleby) – är, under beteckningen Södra Ölands odlingslandskap, av Unesco definierat som omistligt världsarv.
Stenkusten längs med större delen av den nordvästra spetsen av ön är unik i sitt slag i landet. Området är skyddsklassat - "av riksintresse" - på grund av såväl kulturmiljön som den mycket speciella naturen.
Ett karaktäristiskt inslag i det öländska kulturlandskapet är de hundratals väderkvarnarna av trä, som dock är betydligt färre än för hundra år sedan. De åtnjuter idag kulturminnesskydd och har blivit kännetecken för landskapet. Långa rader av kvarnar bredvid varandra finns till exempel i byarna Lerkaka i Runsten, Störlinge i Gärdslösa och i Vickleby kyrkby.
Sedan tidigt 1900-tal har Öland, till följd av sin natur- och kulturmiljö och sina luft- och ljusförhållanden, varit ett uppskattat tillhåll för konstnärer, där den välkände Per Ekström redan på 1800-talet var det största namnet. Under andra världskriget etablerades på södra ön den bekanta Konstnärskolonin i Vickleby.

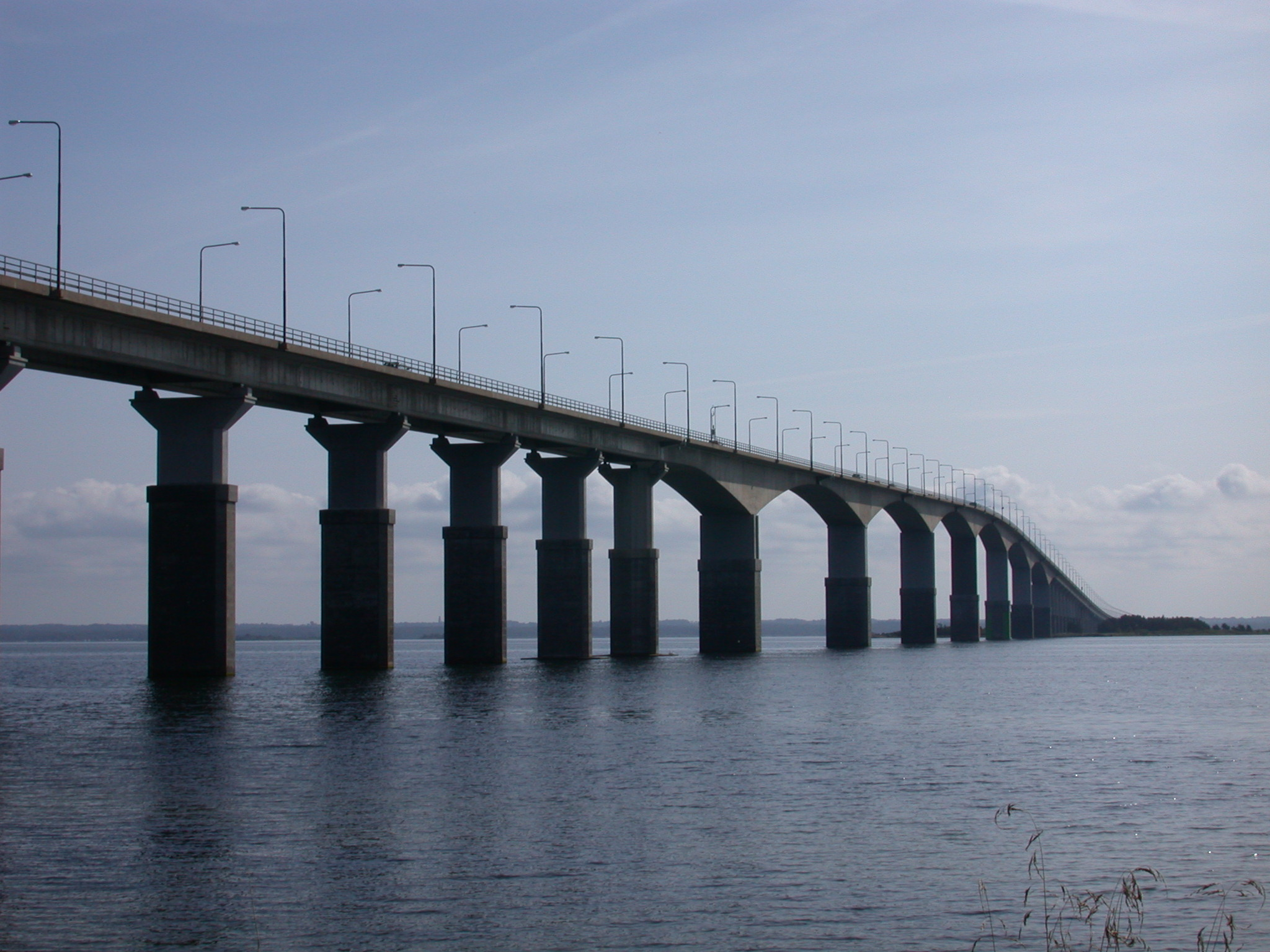
Ölandsbron.
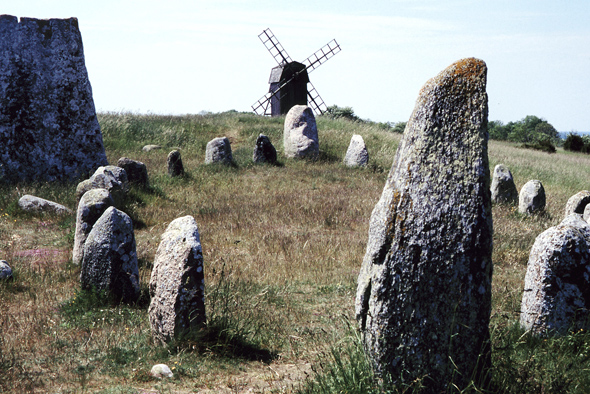
Gettlinge, Öland.
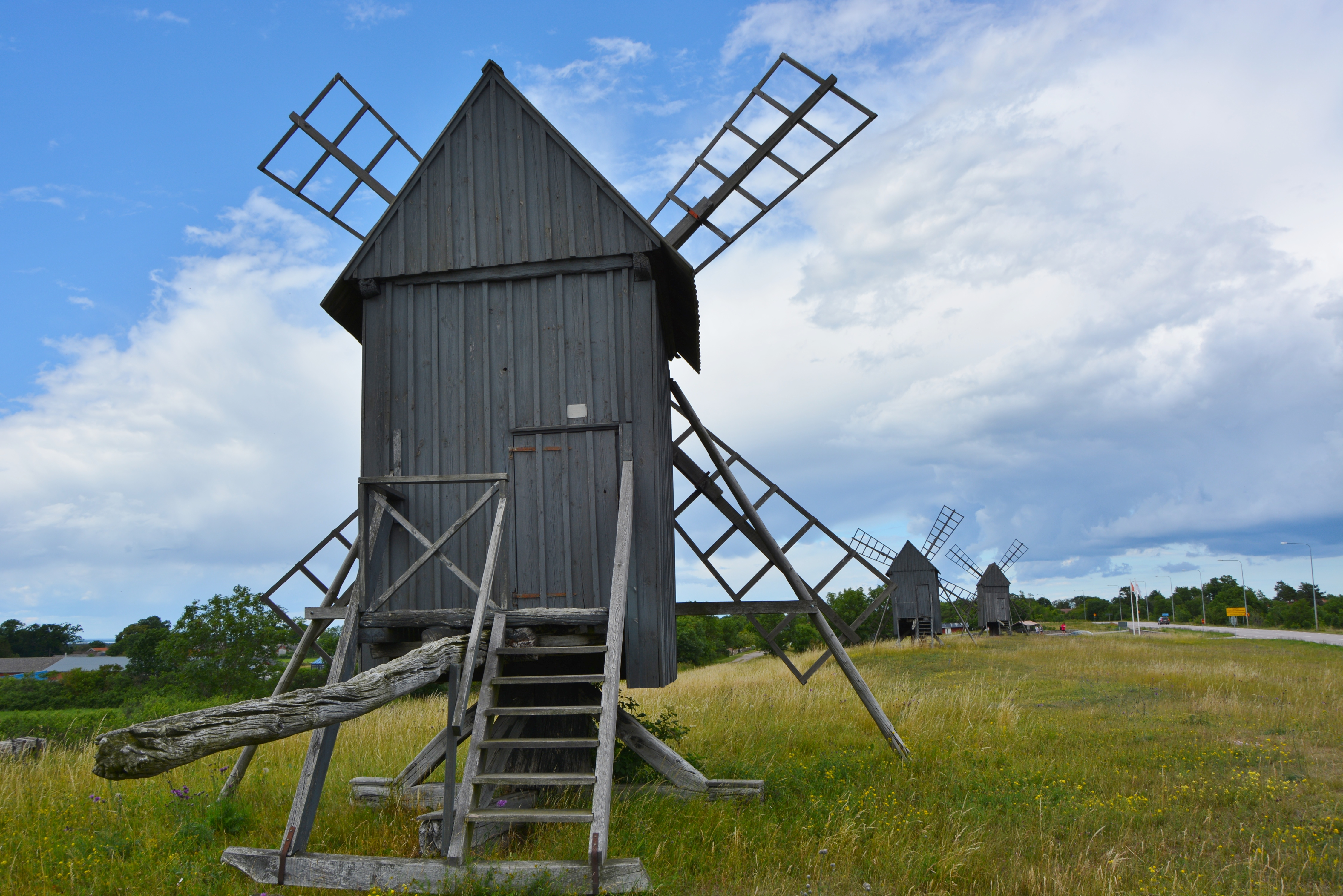
Väderkvarnar på Öland.
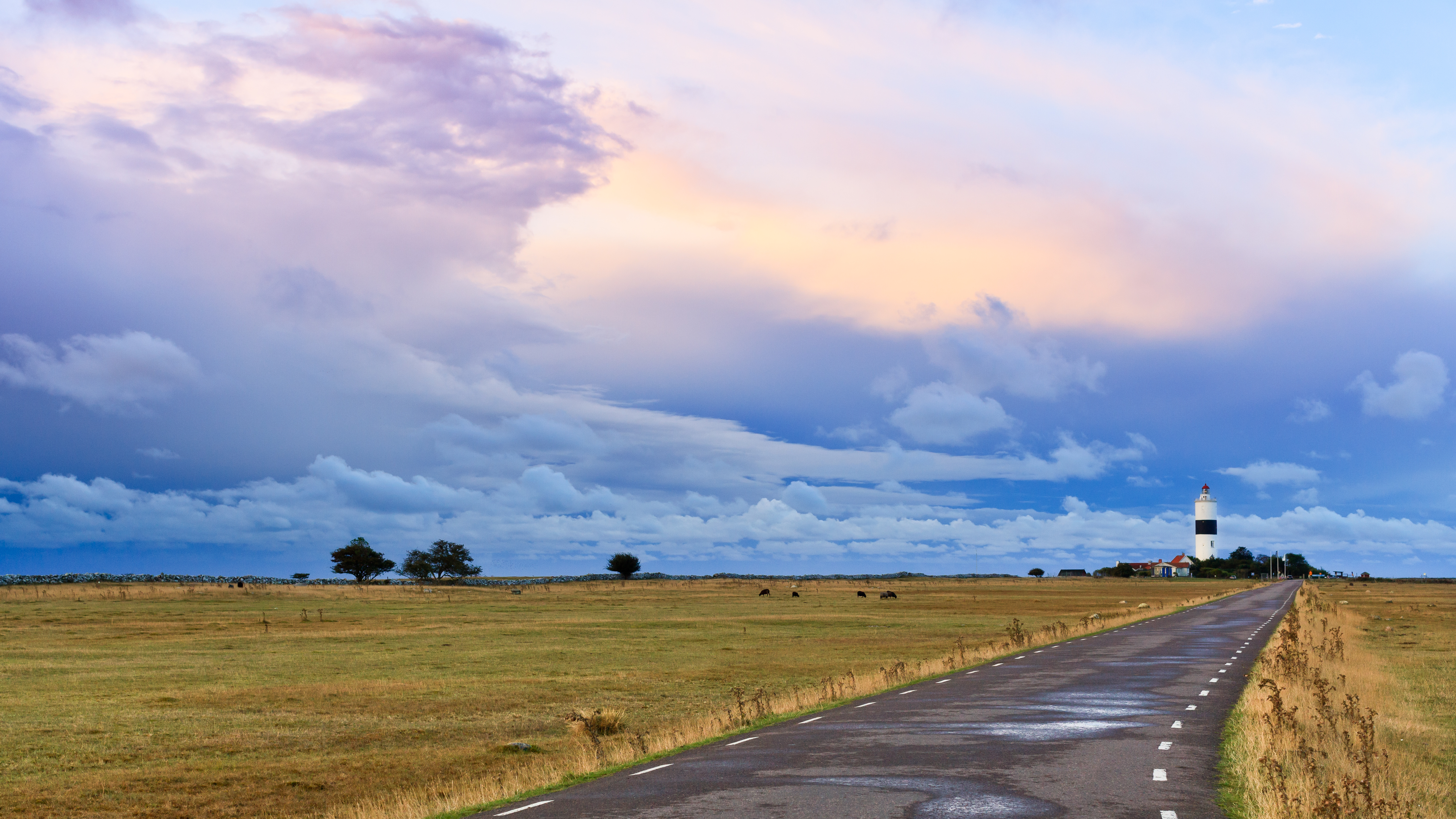
Vägen mot Ottenby fågelstation och fyren Långe Jan.
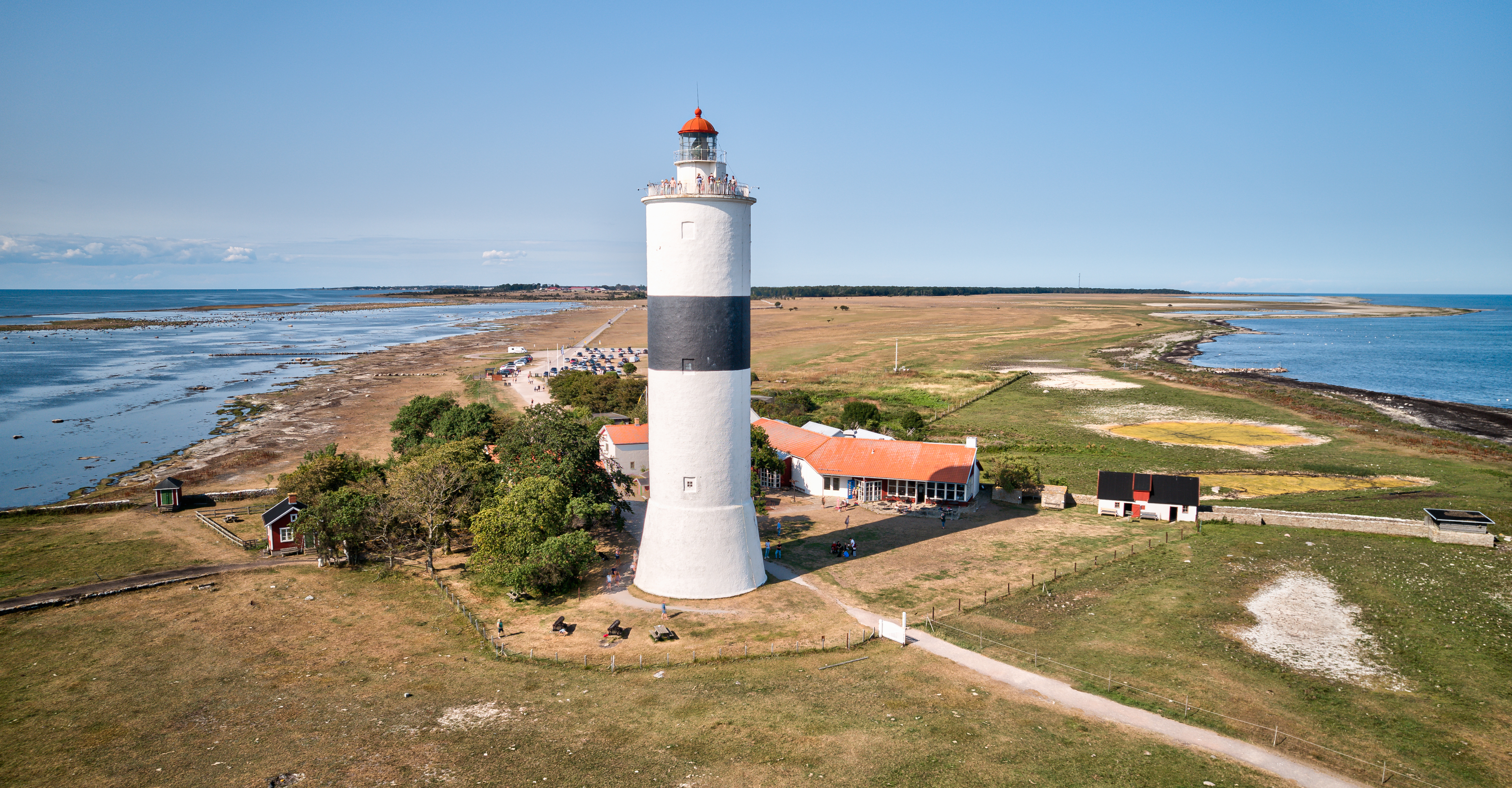
Fyren Långe Jan söderifrån.

De båda öländska kommunerna och deras invånare använder gemensamt en flagga som är identisk med Ölands officiella heraldiska landskapsvapen med anor från 1560-talet, avbildat överst i artikeln: en blå duk med en gående hjort av guld med rött halsband, röd krona och röda hovar, symboliserande Öland som kunglig jaktpark. Öland är emellertid inte längre kunglig mark och med jämna mellanrum uppstår därför diskussioner om halsbandets berättigande. [källa behövs]

Alternativ, icke-officiell flagga för Öland, använd endast sporadiskt. Den lanserades mera som ett skämt på 1970-talet. Som landskaps-flagga används istället mera allmänt samma bild som i landskapsvapnet, se ovan.

Det finns även en privat, alternativ flagga skapad av Johan von Reis mera på skämt på 1970-talet, bestående av ett gult kors på grön botten.